# As It Was
"As It Was" là một bài hát của ca sĩ người Anh Harry Styles được phát hành thông qua Erskine và Columbia Records vào ngày 31 tháng 3 năm 2022 với tư cách là đĩa đơn chính trong album phòng thu thứ ba của anh, Harry's House (2022). Bài hát được viết lời bởi Styles cùng với các nhà sản xuất của bài hát là Kid Harpoon và Tyler Johnson.
"As It Was" đứng đầu Bảng xếp hạng Đĩa đơn Vương quốc Anh, trở thành đĩa đơn quán quân thứ hai của Styles trên bảng xếp hạng sau "Sign of the Times" vào tháng 4 năm 2017 và giữ vị trí đầu Bảng xếp hạng Đĩa đơn Vương quốc Anh trong vong mười tuần, trở thành Đĩa đơn quán quân lâu nhất trên bảng xếp hạng kể từ khi bài hát "Bad Habits" của Ed Sheeran giữ vị trí này trong 11 tuần vào tháng 7-8 năm 2021. Ngoài ra, bài hát đã đứng đầu Bảng xếp hạng Billboard Hot 100, trở thành đĩa đơn quán quân thứ hai của anh ấy trên bảng xếp hạng sau "Watermelon Sugar" vào tháng 8 năm 2020. Ngoài Vương quốc Anh và Hoa Kỳ, "As It Was" cũng đứng đầu bảng xếp hạng ở các quốc gia như Úc, Áo, Bỉ, Canada, Đan Mạch, Pháp, Đức, Hy Lạp, Ireland, Lithuania, Hà Lan, New Zealand, Singapore và Thụy Điển.

## Bối cảnh
Styles đã tiết lộ tên album phòng thu thứ ba của mình là Harry's House vào ngày 23 tháng 3 năm 2022, cùng với một đoạn video giới thiệu dài 40 giây và ngày phát hành album là 20 tháng 5 năm 2022. Năm ngày sau, anh công bố tên đĩa đơn chính của album là "As It Was", cùng với những bức ảnh anh trong trang phục màu đỏ và ngày phát hành của bài hát là ngày 1 tháng 4 năm 2022. Đồng thời, rất nhiều poster mang lời bài hát "It's not the same as it was" (tạm dịch: "Không giống như xưa") và hình ảnh Styles ngồi trên một quả bóng lớn xuất hiện ở nhiều thành phố khác nhau. Anh đã phát hành một đoạn giới thiệu của video âm nhạc vào ngày 30 tháng 3, mô tả anh trong một bộ đồ liền quần màu đỏ đang đứng trên đỉnh một bàn xoay.

## Sáng tác và lời bài hát
"As It Was" mở đầu bằng câu nói của con gái đỡ đầu của Styles: "Come on Harry, we wanna say goodnight to you." (tạm dịch: "Nào Harry, bọn con muốn nói lời chúc ngủ ngon với bố.") Các nhà phê bình âm nhạc mô tả bài hát như một bản nhạc synth-pop hòa tấu với guitar. Chris Willman của Variety cho rằng bài hát lấy cảm hứng từ Depeche Mode và A-ha, đồng thời cho rằng bài hát đã áp dụng một phong cách tương tự như đĩa đơn của năm 2019 "Blinding Lights" của The Weeknd. Về mặt ca từ, "As It Was" bắt nguồn từ quá trình chuyển đổi cảm giác bản thân và miêu tả cảm giác mất mát và cô đơn.

## Đánh giá chuyên môn
Rhian Daly từ NME cho "As It Was" năm trên năm sao. Beau Beaumont-Thomas của The Guardian cũng đánh giá bài hát này năm sao và gọi bài hát là "một trong những bài hát hay nhất của anh". Trong bài đánh giá của mình cho Rolling Stone, Rob Sheffield coi "As It Was" là một trong những bài hát "mạnh mẽ về mặt cảm xúc" nhất của Styles, gọi nó là một "sự thay đổi táo bạo". Sahar Ghadirian của tạp chí Clash coi bài hát "mô tả một Harry Styles trong trạng thái dễ bị tổn thương nhất". Ghadirian đánh giá cao "sự kết hợp trong mơ" giữa synth-pop với electro rock và nhận xét rằng tiếng chuông trong bài đã kết thúc bài hát ở "một cao độ của sự hưng phấn". Thania Garcia của tạp chí Variety mô tả bài hát "lấy cảm hứng từ nhạc new wave".
Trong khi đó, nhà phê bình Jochan Embley của Evening Standard nhận thấy ca khúc này không hay bằng các đĩa đơn trước đó của ca sĩ là "Watermelon Sugar " và "Adore You", nhưng đã nói rằng Styles và các cộng sự của anh "vẫn biết cách tạo ra một giai điệu thú vị tức thì". Olivia Horn của Pitchfork tỏ ra thất vọng với bài hát và than phiền rằng bài hát "kết thúc mà không có bất kỳ sự đền đáp thực sự nào", cho rằng sự loanh quanh của ca từ là "một thiếu sót thường xuyên trong quá trình sáng tác của Styles."

## Thành công thương mại
"As It Was" có thể được coi là một thành công lớn, bài hát đã ghi tên mình vào Kỷ lục Guinness Thế giới cho ca khúc được phát trực tuyến nhiều nhất trên Spotify trong vòng 24 giờ bởi một nghệ sĩ nam. Bài hát cũng mở đầu Bảng xếp hạng Billboard Global 200 với tuần phát trực tuyến toàn cầu lớn nhất năm 2022, trở thành quán quân đầu tiên của Styles trên bảng tổng sắp.
Tại Vương quốc Anh, "As It Was" đứng đầu Bảng xếp hạng Đĩa đơn Vương quốc Anh vào ngày 8 tháng 4 năm 2022 và kết thúc vào ngày 14 tháng 4 năm 2022 - với số tuần bán và phát trực tuyến lớn nhất so với bất kỳ đĩa đơn nào trong năm 2022 và trở thành đĩa đơn thứ hai của Styles đứng đầu bảng xếp hạng sau "Sign of the Times" vào tháng 4 năm 2017. Bài hát đã thu được nhiều lượt phát trực tiếp nhất trong một ngày trên Spotify tại Hoa Kỳ, từ trước đến nay, vượt qua "Driver License" của Olivia Rodrigo (2021). Bài hát đứng ở vị trí số một trên Billboard Hot 100, đánh dấu bài hát đầu tiên của năm 2022 ra mắt ở vị trí cao nhất, và trở thành quán quân thứ hai của Styles sau "Watermelon Sugar" (2019), đồng thời đứng đầu bảng xếp hạng khác trên thế giới. Với thành tích này, One Direction trở thành nhóm nhạc đầu tiên có hai thành viên đứng vị trí số một trên Hot 100 với các ca khúc solo (Styles giành thành tích này sau Zayn Malik). Bài hát cũng đạt vị trí số một trên Canadian Hot 100.

## Video âm nhạc
Video âm nhạc cho "As It Was" đã được phát hành trên YouTube cùng ngày bài hát được phát hành. Trong clip, Styles cùng vũ công Mathilde Lin ngồi trên bệ quay và thực hiện nhiều vũ đạo khác nhau để giải tỏa cảm xúc tiêu cực. Đoạn video được quay ở London: ngoài Trung tâm Barbican lấy cảnh chính bài hát còn được quay tại Lindley Hall gần Cung điện Westminster, và tại hồ bơi dành cho chim cánh cụt ở Sở thú London. Đạo diễn Tanu Muino, tuyên bố rằng việc được đạo diễn cảnh quay cho bài hát của Styles là "giấc mơ thành hiện thực", nhưng vào ngày quay thứ hai, quê hương Ukraina của Muino bị Nga xâm lược, khiến quá trình này trở thành một trải nghiệm "buồn vui lẫn lộn"; tuy nhiên, Muino và nhóm của cô đến từ Ukraina "đã dành rất nhiều tình cảm cho video này và bạn có thể xem nó ngay trên màn hình của bạn. Đó sẽ là một video âm nhạc mà tôi không bao giờ quên và bây giờ tôi có thể vui vẻ nghỉ hưu." Trên YouTube, video đã nhận được hơn 150 triệu lượt xem và 4,5 triệu lượt thích tính đến tháng 5 năm 2022.

## Biểu diễn trực tiếp
Styles đã biểu diễn "As It Was" lần đầu tiên tại Coachella Valley Music and Arts Festival vào ngày 15 tháng 4 và ngày 22 tháng 4.

## Giải thưởng
| Năm  | Tổ chức      | Kết quả      | Nguồn  |
| ---- | ------------ | ------------ | ------ |
| 2022 | Giải MIAW    | Đề cử        | [ 30 ] |
| 2022 | Giải MIAV BR | Chưa công bố | [ 31 ] |

## Nhân sự
- Harry Styles - giọng hát chính, sáng tác
- Kid Harpoon - sáng tác, sản xuất, dụng cụ
- Tyler Johnson - sáng tác, sản xuất, đánh đàn piano
- Doug Showalter - guitar điện
- Mitch Rowland - trống
- Jeremy Hatcher - lập trình, ghi âm
- Randy Merrill - chuyển đổi âm thanh
- Spike Stent - pha trộn âm thanh
- Katie May - trợ lý kỹ thuật
- Luke Gibbs - trợ lý kỹ thuật
- Adele Phillips - trợ lý kỹ thuật
- Josh Caulder - trợ lý kỹ thuật
- Joe Dougherty - trợ lý kỹ thuật
- Matt Wolach - trợ lý kỹ thuật

## Xếp hạng
| Bảng xêp hạng (2022)                      | Thứ hạng cao nhất |
| ----------------------------------------- | ----------------- |
| Argentina (Argentina Hot 100)             | 2                 |
| Úc (ARIA)                                 | 1                 |
| Bỉ (Ultratop 50 Flanders)                 | 1                 |
| Bỉ (Ultratop 50 Wallonia)                 | 1                 |
| Bolivia (Billboard)                       | 2                 |
| Brazil (Top 100 Brasil)                   | 63                |
| Canada (Canadian Hot 100)                 | 1                 |
| Canada AC (Billboard)                     | 1                 |
| Canada CHR/Top 40 (Billboard)             | 1                 |
| Canada Hot AC (Billboard)                 | 1                 |
| Chile (Billboard)                         | 13                |
| Colombia (Billboard)                      | 13                |
| Costa Rica (Monitor Latino)               | 4                 |
| Croatia (Billboard)                       | 3                 |
| Cộng hòa Séc (Rádio Top 100)              | 1                 |
| Cộng hòa Séc (Singles Digitál Top 100)    | 2                 |
| Đan Mạch (Tracklisten)                    | 1                 |
| Cộng hoà Dominica (SODINPRO)              | 9                 |
| Ecuador (Billboard)                       | 9                 |
| El Salvador (Monitor Latino)              | 1                 |
| Phần Lan (Suomen virallinen lista)        | 2                 |
| Pháp (SNEP)                               | 1                 |
| Đức (GfK)                                 | 1                 |
| Hy Lạp (IFPI)                             | 1                 |
| Honduras (Monitor Latino)                 | 17                |
| Hồng Kông (Billboard)                     | 19                |
| Hungary (Rádiós Top 40)                   | 26                |
| Hungary (Single Top 40)                   | 9                 |
| Hungary (Stream Top 40)                   | 1                 |
| Iceland (Plötutíðindi)                    | 1                 |
| Ấn Độ (IMI)                               | 1                 |
| Indonesia (Billboard)                     | 3                 |
| Ireland (IRMA)                            | 1                 |
| Israel (Media Forest)                     | 1                 |
| Ý (FIMI)                                  | 3                 |
| Japan Hot Overseas (Billboard Japan)      | 2                 |
| Latvia (EHR)                              | 1                 |
| Lebanon (OLT20)                           | 1                 |
| Lithuania (AGATA)                         | 1                 |
| Luxembourg (Billboard)                    | 1                 |
| Malaysia (RIM)                            | 1                 |
| Mexico (Billboard)                        | 1                 |
| Mexico Airplay (Billboard)                | 1                 |
| Hà Lan (Dutch Top 40)                     | 1                 |
| Hà Lan (Single Top 100)                   | 1                 |
| New Zealand (Recorded Music NZ)           | 1                 |
| Na Uy (VG-lista)                          | 2                 |
| Panama (Monitor Latino)                   | 8                 |
| Paraguay (Monitor Latino)                 | 5                 |
| Peru (Billboard)                          | 2                 |
| Philippines (Billboard)                   | 4                 |
| Ba Lan (Polish Airplay Top 100)           | 1                 |
| Romania (Billboard)                       | 4                 |
| Nga Airplay (Tophit)                      | 6                 |
| Singapore (RIAS)                          | 1                 |
| Slovakia (Rádio Top 100)                  | 7                 |
| Slovakia (Singles Digitál Top 100)        | 1                 |
| Cộng hoà Nam Phi (RISA)                   | 2                 |
| Hàn Quốc (Gaon)                           | 113               |
| Tây Ban Nha (PROMUSICAE)                  | 10                |
| Thuỵ Điển (Sverigetopplistan)             | 1                 |
| Thụy Sĩ (Schweizer Hitparade)             | 1                 |
| Thổ Nhĩ Kỳ (Billboard)                    | 23                |
| Anh Quốc (OCC)                            | 1                 |
| Uruguay (Monitor Latino)                  | 9                 |
| Hoa Kỳ Billboard Hot 100                  | 1                 |
| Hoa Kỳ Adult Contemporary (Billboard)     | 8                 |
| Hoa Kỳ Adult Pop Airplay (Billboard)      | 1                 |
| Hoa Kỳ Dance/Mix Show Airplay (Billboard) | 1                 |
| Hoa Kỳ Pop Airplay (Billboard)            | 1                 |
| Hoa Kỳ Rhythmic (Billboard)               | 39                |
| Hoa Kỳ Rock Airplay (Billboard)           | 38                |
| Việt Nam (Vietnam Hot 100)                | 10                |

| Bảng xếp hạng (2022)    | Thứ hạng |
| ----------------------- | -------- |
| Russia Airplay (TopHit) | 32       |
| Hàn Quốc (Gaon)         | 123      |